# 115210 Mutvicens
115210 Mutvicens este o planetă minoră (asteroid) din centura de asteroizi. A fost descoperită pe 19 septembrie 2003 la Observatorul Astronomic din Mallorca⁠(d) de Observatorul Astronomic din Mallorca⁠(d). 
Obiectul prezintă o orbită caracterizată de o semiaxă mare de 2,5911808578278 UAi, o excentricitate de 0,16209796319097, o înclinație de 12,255644829934 ° în raport cu ecliptica.